# Neolin
Neolin "Quatre" (fl. 1760-1766) fou un visionari lenape, conegut com a Profeta Delaware. Va influir en Pontiac a l'hora de fer la revolta del 1763 com a cap espiritual. Predicà contra l'alcoholisme, la poligàmia i el materialisme, proposant el retorn a la forma de vida tradicional índia. Fortament antibritànic, creia que amb Set Anys de Guerra podrien expulsar-los. Després de la derrota de Pontiac el 1765, es va amagar entre els shawnee i es va perdre el rastre després del 1770. Influí profundament en Tecumseh i en el seu germà Tenkswatawa, i més tard en altres profetes i predicadors amerindis, com el seneca Handsome Lake.